# Bahnstrecke Maʿan–Aqaba
| Streckenlänge: | ca. 40 km |                                              |                                              |
| Spurweite: | 1050 mm   |                                              |                                              |
| |           |                                              |                                              |
| \| \| \| \| \| \| \| 0,0 \| Maʿan \| Maʿan \| \| \| \| nach Medina \| \| \| \| 14,7 \| Samna (Ain Waheida) \| Samna (Ain Waheida) \| \| \| 22,0 \| km 22 \| km 22 \| \| \| 31,6 \| Mureigha \| Mureigha \| \| \| 33,0 \| Bir el-Lasan (Ain Abu Lisan od. Lasan Awwal) \| Bir el-Lasan (Ain Abu Lisan od. Lasan Awwal) \| \| \| 37,9 \| Abu Dschisan \| Abu Dschisan \| \| \| 42,6 \| Ras en Naqb (Naqib Aschtar) \| Ras en Naqb (Naqib Aschtar) \| \| \| \| Ausbauende \| \| |           |                                              |                                              |
| Strecke |           |                                              |                                              |
| Bahnhof | 0,0       | Maʿan                                        | Maʿan                                        |
| Abzweig ehemals geradeaus und nach links |           | nach Medina                                  | nach Medina                                  |
| Bahnhof (Strecke außer Betrieb) | 14,7      | Samna (Ain Waheida)                          | Samna (Ain Waheida)                          |
| Bahnhof (Strecke außer Betrieb) | 22,0      | km 22                                        | km 22                                        |
| Bahnhof (Strecke außer Betrieb) | 31,6      | Mureigha                                     | Mureigha                                     |
| Bahnhof (Strecke außer Betrieb) | 33,0      | Bir el-Lasan (Ain Abu Lisan od. Lasan Awwal) | Bir el-Lasan (Ain Abu Lisan od. Lasan Awwal) |
| Bahnhof (Strecke außer Betrieb) | 37,9      | Abu Dschisan                                 | Abu Dschisan                                 |
| Bahnhof (Strecke außer Betrieb) | 42,6      | Ras en Naqb (Naqib Aschtar)                  | Ras en Naqb (Naqib Aschtar)                  |
| |           | Ausbauende                                   |                                              |

Die Bahnstrecke Maʿan–Aqaba war eine Eisenbahnstrecke im heutigen Jordanien, die als Zweigstrecke der Hedschasbahn in der Spurweite 1050 mm in Richtung Aqaba vorangetrieben wurde. Sie war ein kriegsbedingtes Projekt aus der ersten Hälfte des Zweiten Weltkriegs, das nie zu Ende gebaut wurde. Inzwischen existiert mit der Aqababahn eine alternative Bahnverbindung zwischen den beiden Städten.

## Militärstrategische Ausgangslage
Der Sueskanal war ein primäres strategisches Angriffsziel der Achsenmächte und ein Schlüsselbauwerk der Infrastruktur Großbritanniens und seiner Verbündeten. Es war deshalb damit zu rechnen, dass der Kanal blockiert oder zerstört werden könnte. Für diesen Fall sollte Vorsorge getroffen und auf dem Landweg alternative Transportrouten geschaffen werden. Dazu zählte die unmittelbar westlich des Kanals verlaufende Bahnstrecke von Port Said nach Sues und eine östlich des Kanals verlaufende Bahnverbindung zwischen El Qantara und El Schatt, die aber beide durch die Nähe zum Kanal genauso gefährdet waren wie dieser. Eine alternative Transportroute bot das Projekt, Maʿan mit der Hafenstadt Aqaba zu verbinden und so eine durchgehende Bahnverbindung zwischen dem Roten Meer und Damaskus zu schaffen.

## Bahnseitige Ausgangslage
Die Hedschasbahn war bis Maʿan noch befahrbar, auf dem südlich davon gelegenen Streckenabschnitt der Verkehr eingestellt. Ziel war es deshalb, von Maʿan ausgehend Aqaba zu erreichen. Baubeginn war 1940. Bis 1943 wurde lediglich ein Torso fertiggestellt und betrieben, der von Maʿan bis Ras en Naqb (Naqb Ashtar) führte, so aber nicht einmal die Hälfte des Weges nach Aqaba überwand. Der Kriegsverlauf nach 1943 machte es den Achsenmächten unmöglich, den Sueskanal anzugreifen. Damit war die Notwendigkeit des weiteren Baus der Bahn nicht mehr gegeben. Die Arbeiten und der Betrieb wurden bereits 1943 oder 1944 wieder eingestellt. Das Projekt scheiterte an drei Faktoren: der schwierigen Topografie, den nur begrenzt verfügbaren  Mitteln und dem weiteren Kriegsverlauf.
Die Strecke wurde nach dem Krieg erneut genutzt, um das Abbauprodukt aus den Phosphatminen Abiad und Wadi el Hassa abzutransportieren. Mit der Bahn wurde das Phosphat bis Ras en Naqb (Naqb Ashtar) und von dort mit Lastkraftwagen zum Hafen von Aqaba gefahren.
Nach Inbetriebnahme der Aqababahn 1975, auf einer anderen Route gebaut, wurde der Phosphattransport durchgehend per Bahn abgewickelt, der Torso der Bahnstrecke Maʿan–Aqaba endgültig aufgegeben, die Gleisanlagen demontiert. Die Trasse der Bahnstrecke Maʿan–Aqaba ist heute in der Landschaft noch auf weiten Strecken gut erkennbar.

## Wissenswert
Bereits 1906 gab es beim Bau der Hedschasbahn den Versuch, sie mit Aqaba zu verbinden. Das scheiterte allerdings am Veto Großbritanniens, das dies als wirtschaftliche Konkurrenz zum Sueskanal und militärische Bedrohung des Kanals einstufte.